# Khalid

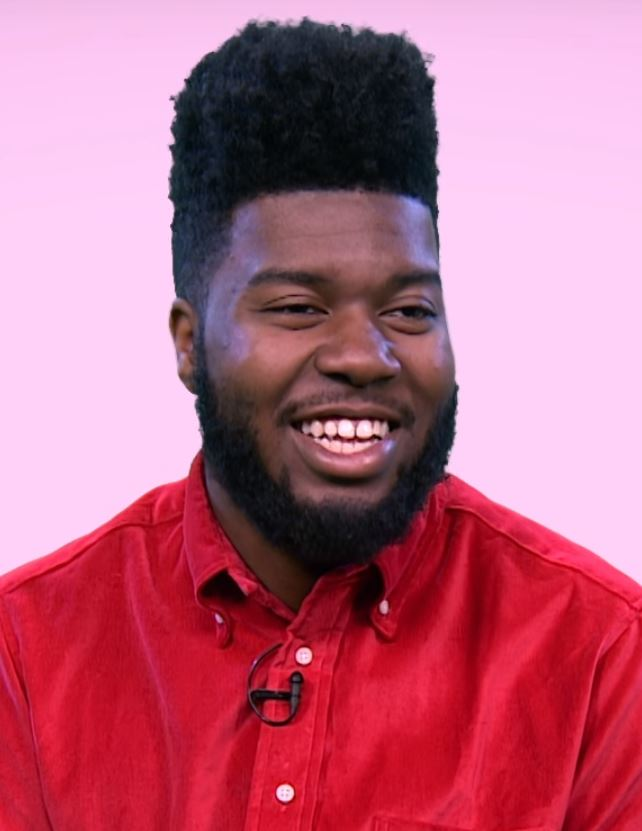
Khalid (2017)

Khalid Donnel Robinson (* 11. Februar 1998 in Fort Stewart, Georgia) ist ein US-amerikanischer Sänger und Songwriter. Er wurde 2016 mit dem Song Location bekannt und steht bei Right Hand Music Group und RCA Records unter Vertrag.

## Frühes Leben
Khalid verbrachte seine Kindheit an verschiedenen Orten, da seine Mutter Linda Wolfe beim Militär war. Sie arbeitete dort zehn Jahre als Versorgungstechnikerin und bekam schließlich die Möglichkeit, der Band der US-Army beizutreten. Er verbrachte seine Kindheit an Orten wie Fort Campbell, Fort Drum, New York City sowie sechs Jahre in Heidelberg.

## Karriere
Im Juli 2016 erreichte der Song Location Platz zwei der Billboard Twitter Emerging Artists Charts. Mit der Produktion von Syk Sense, Tunji Ige und Smash David erreichte er danach die Top 20 der Billboard Mainstream R & B / Hip-Hop Airplay Charts und die Top 10 der Hot R & B Songs Charts im Januar 2017. Nach Premiere des Videos erreichte es innerhalb der ersten vier Monate sechs Millionen Aufrufe auf YouTube und wurde über 35 Millionen Mal auf Spotify gestreamt.
Im Januar 2017 wurde Alina Barazs Single Electric in Zusammenarbeit mit Khalid veröffentlicht. Seine Zusammenarbeit mit Brasstracks, Whirlwind, wurde über 300.000 Mal auf SoundCloud abgespielt. 2018 wurde das Lied „lovely“, welches er mit Billie Eilish für die Serie Tote Mädchen lügen nicht sang, veröffentlicht. Laut Khalid ist seine Mutter seine größte musikalische Inspiration. Als weitere Einflüsse nennt er Kendrick Lamar, A$AP Rocky, Father John Misty, Frank Ocean, Grizzly Bear, Chance the Rapper, India.Arie und James Blake. Im März 2017 veröffentlichte er sein Debütalbum American Teen, das Ende Oktober 2017 Platinstatus erreichte. 2019 folgte das Album Free Spirit und 2024 Sincere.

## Diskografie
Studioalben

| Jahr | Titel Musiklabel                | Höchstplatzierung, Gesamtwochen, AuszeichnungChartplatzierungen (Jahr, Titel, Musiklabel, Platzierungen, Wochen, Auszeichnungen, Anmerkungen) | Höchstplatzierung, Gesamtwochen, AuszeichnungChartplatzierungen (Jahr, Titel, Musiklabel, Platzierungen, Wochen, Auszeichnungen, Anmerkungen) | Höchstplatzierung, Gesamtwochen, AuszeichnungChartplatzierungen (Jahr, Titel, Musiklabel, Platzierungen, Wochen, Auszeichnungen, Anmerkungen) | Höchstplatzierung, Gesamtwochen, AuszeichnungChartplatzierungen (Jahr, Titel, Musiklabel, Platzierungen, Wochen, Auszeichnungen, Anmerkungen) | Höchstplatzierung, Gesamtwochen, AuszeichnungChartplatzierungen (Jahr, Titel, Musiklabel, Platzierungen, Wochen, Auszeichnungen, Anmerkungen) | Anmerkungen                                               |
| Jahr | Titel Musiklabel                | DE | AT | CH | UK | US | Anmerkungen                                               |
| ---- | ------------------------------- | --- | --- | --- | --- | --- | --------------------------------------------------------- |
| 2017 | American Teen RCA Records (SME) | — | — | CH— GoldCH | UK44 Platin · (43 Wo.)UK | US4 ×4Vierfachplatin · (287 Wo.)US | Erstveröffentlichung: 3. März 2017 Verkäufe: + 5.010.000  |
| 2019 | Free Spirit RCA Records (SME)   | DE32 (3 Wo.)DE | AT15 (3 Wo.)AT | CH8 Gold · (8 Wo.)CH | UK2 Gold · (28 Wo.)UK | US1 ×2Doppelplatin · (138 Wo.)US | Erstveröffentlichung: 5. April 2019 Verkäufe: + 2.690.000 |
| 2024 | Sincere RCA Records (SME)       | — | — | CH39 (1 Wo.)CH | — | US43 (1 Wo.)US | Erstveröffentlichung: 2. August 2024                      |